# 騙し合い (クルアーン)
『騙し合い』とは、クルアーンにおける第64番目の章（スーラ）。18の節（アーヤ）から成る。マディーナ啓示に分類される。

## 内容
アッラーフの権能、信心の恩恵、不信心の罰について述べられる。